# Christa Luding-Rothenburger
Christa Luding-Rothenburger (Rothenburger, cognom de soltera) (Weißwasser, Saxònia, 4 de desembre de 1959) és una patinadora de velocitat sobre gel i ciclista alemanya, ja retirada, guanyadora de medalles olímpiques tant als Jocs Olímpics d'Estiu com als d'hivern. Durant la major part de la seva carrera va representar a la República Democràtica Alemanya. L'octubre de 1986 va ser guardonada amb l'Estrella de l'amistat dels Pobles en or (segona classe) pels seus èxits esportius.

## Patinatge de velocitat
Christa Rothenburger va ser una de les millors patinadores de velocitat durant 10 anys. Va participar en quatre Jocs Olímpics d'hivern on va aconseguir quatre medalles, dues d'elles d'or. També va aconseguir dos Campionats del món de velocitat (1985 i 1988) i tres cops guanyadora de la Copa del món de 500 metres i un de la de 1000 metres. Al llarg de la seva carrera va aconseguir 8 rècords del món.

## Ciclisme
El 1980 es va iniciar en el ciclisme, aconsellada pel seu entrenador Ernst Luding, amb el que es casaria després dels Jocs Olímpics de 1988. El 1986 va guanyar el Campionat del món de velocitat, sent la segona dona en aconseguir ser Campiona del món en patinatge i ciclisme després de Sheila Young. El 1988, al guanyar la medalla olímpica en ciclisme, es va convertir en la tercera atleta, primera dona, en guanyador medalles olímpiques tant als Jocs Olímpics d'Estiu com als d'hivern.

### Palmarès en ciclisme
- 1986
  -  Campiona del món de Velocitat
- 1988
  -  Medalla de plata als Jocs Olímpics de Seül en Velocitat